# Museu Bellapart
El Museu Bellapart és un museu d'art privat ubicat a Santo Domingo, a la República Dominicana. La seva col·lecció s'especialitza en obres d'art d'artistes dominicans des de finals del segle xix fins a la dècada de 1960, especialment en obres de pintura a l'oli i escultures.

## Història
És el primer museu privat de la República Dominicana i es considera un referent de l'art dominicà ja que la seva col·lecció és íntegrament d'art dominicà. L'entrada al museu és gratuïta.
Va ser fundat per l'empresari Juan José Bellapart i va obrir les portes al públic el 18 de febrer de 1999. L'edifici va ser dissenyat per l'arquitecte dominicà Leopoldo Franco.

## Col·lecció
La col·lecció forma part de la col·lecció privada de la família Bellapart, iniciada als anys 1960.
Inclou més de 2.000 obres d'una gran varietat d'artistes dominicans. Inclou obres dels artistes Celeste Woss y Gil, Darío Suro, José Vela Zanetti, Eugenio Fernández Granell, Clara Ledesma, Antonio Prats Ventós, Cándido Bidó, Silvano Lora, Fernando Peña Defilló i Ramón Oviedo, entre d'altres.